# Atractus crassicaudatus
Atractus crassicaudatus este o specie de șerpi din genul Atractus, familia Colubridae, descrisă de Duméril, Bibron și Duméril 1854. A fost clasificată de IUCN ca specie cu risc scăzut. Conform Catalogue of Life specia Atractus crassicaudatus nu are subspecii cunoscute.